# Schwarzwald (Frankenblick)
Schwarzwald, früher auch Schwartzwald, ist ein Wohngebiet in Mengersgereuth-Hämmern, Ortsteil der Gemeinde Frankenblick  im Landkreis Sonneberg in Thüringen.

## Lage
Das Gebiet befindet sich nordwestlich von Sonneberg zwischen Mengersgereuth und Forschengereuth an einer Verbindungsstraße (L 2657). Durch die Ortslage fließt der Bach Effelder. Im Norden der Ortslage erheben sich der Große Mühlberg (716 m) sowie der Oberschaar (724 m).

## Geschichte
Im Jahr 1408 wurde das Vorgebirgsdorf erstmals urkundlich erwähnt.

## Verkehr
Durch den Ort führt die Bahnstrecke Eisfeld–Sonneberg, die nächsten Haltepunkte sind der Bahnhof in Forschengereuth, den man 1935 in Bahnhof Mengersgereuth-Hämmern Ost umbenannte, und der Bahnhof Mengersgereuth-Hämmern. Die L 2657 verbindet den Ort mit der südlich tangierenden B 89, die von dort nach Sonneberg im Süden und Schalkau im Westen führt.